# Portal inmobiliario
Un portal inmobiliario es un sitio web orientado a ofrecer al usuario recursos y servicios relacionados con el sector inmobiliario, destacando por encima de todos el acceso a la información del mercado a partir de listados de propiedades en venta o alquiler. Funciona como punto de encuentro entre la demanda y la oferta inmobiliaria y se financia normalmente a partir de la venta de publicidad y la publicación de anuncios por empresas o particulares. Estos anuncios son la base de los listados de propiedades del portal inmobiliario.

## Tipos de portales inmobiliarios
- Portales Inmobiliarios Horizontales.- [1]  Son aquellos en los que los listados o anuncios abarcan todo el mercado inmobiliario y mediante una herramienta denominada buscador permiten orientar la búsqueda a los diferentes tipos de inmuebles.
- Portales Inmobiliarios Verticales.- [2] Son portales especializados en un tipo de inmueble específico, a diferencia de los "generalistas" portales horizontales,  los portales verticales son portales de "nicho"
- Agregadores.- Son portales que carecen de anuncios propios, como su nombre indica agregan anuncios de otros portales y dirigen al usuario a esos portales.

## Servicios adicionales de los portales inmobiliarios
Al margen de la publicación de anuncios los portales inmobiliarios ofrecen servicios adicionales como: canales de noticias inmobiliarias, informes de precios de mercado, asesoría y gestión hipotecaria, software de gestión para inmobiliarias, consejos de decoración, servicios de fotografía y vídeo profesionales, visitas virtuales al inmueble, certificado energéticos, etc.

## Modelo de negocio bilateral
Los portales inmobiliarios compiten en un mercado bilateral y necesitan que ambas partes del sistema se incorporen a la plataforma o portal. Las dos partes, anunciantes y usuarios se ponen en contacto en el portal, y para ello los portales inmobiliarios subvencionan a los usuarios que buscan una vivienda, permitiendo el acceso al listado de inmuebles gratuitamente. En cambio los anunciantes son los que aportan los inmuebles al portal y las ganancias al modelo de negocio ya que para publicar los anuncios han de pagar una cuota. 

## Importancia y fiabilidad de los listados
Los portales inmobiliarios han acabado por convertirse en una herramienta muy efectiva para la búsqueda de viviendas en venta o alquiler. Sus listados de ofertas de inmuebles se toman como referencia a la hora de confeccionar estadísticas por parte de profesionales y dan una idea del valor de mercado de una vivienda en una zona determinada. La posibilidad de filtrar los anuncios por multitud de características -zona, metros cuadrados, estado de conservación, número de habitaciones, altura, etc. - dan al usuario un gran conocimiento del mercado.
En cambio hay que señalar que los listados se efectúan en base a la información que proporcionan los anunciantes y ésta no está cotejada por los responsables de los portales, pudiendo ser exagerada y en ocasiones falsa. Por otro lado los primeros anuncios de los listados suelen corresponder a profesionales que pagan más por ocupar posiciones destacadas en los listados de resultados de búsqueda. En cuanto a los precios publicados por los propietarios no suelen corresponderse con el precio final de la transacción. 
En base a lo anterior los estudios de mercado realizados a partir de los listados de anuncios de un portal inmobiliario aportan una valoración de los inmuebles aproximada y por lo general superior a la realidad del mercado
En cuanto a los portales agregadores el mayor problema es la falta de control de los anuncios publicados ya que estos pueden estar duplicados si han sido publicados en varios portales inmobiliarios a la vez.
Una buena forma de mejorar el control de stock o disponibilidad de las propieades publicadas es vincularlos a través de un sistema de gestión o plataforma para la distribución y publicacion masiva de propiedades en distintos portales inmobiliarios al mismo tiempo. No sólo las agencias ahorran tiempo y dinero sino que les permite mejorar su visibilidad y aumentar sus ventas a través de la conección web con integración a portales inmobiliarios.